# Ray Reiter
Raymond „Ray“ Reiter (* 12. Juni 1939 in Toronto; † 16. September 2002) war ein kanadischer Informatiker, der sich mit Künstlicher Intelligenz (KI), Datenbanken, automatischen Beweissystemen und Wissensdarstellung befasste.
Reiter war der Sohn polnischer Einwanderer und studierte Mathematik an der University of Toronto mit dem Bachelor-Abschluss 1961 und dem Master-Abschluss 1963. Er wurde 1967 an der University of Michigan bei Harvey Garner (und Richard M. Karp) promoviert (A Study of a Model for Parallel Computations).
Von ihm stammen Beiträge zu Truth Maintenance Systems, Default-Logiken, nicht-monotoner Logik, deduktiven Datenbanken und dem Situationskalkül von John McCarthy (und Pat Hayes).
1993 erhielt er den IJCAI Award for Research Excellence. Er war Fellow der Association for Computing Machinery, der Royal Society of Canada und der AAAI.
Er war Schmetterlingssammler, der dazu auch in entlegene Gebiete in den Tropen reiste, und Opernfan (besonders von Richard Wagner).

## Schriften (Auswahl)
- On closed world data bases, in: H. Gallaire, J. Minker (Hrsg.), Logic and Data Bases, Plenum Press 1978, S. 55–76
- Deductive question answering on relational data bases, in: H. Gallaire, J. Minker (Hrsg.), Logic and Data Bases, Plenum Press 1978, S. 147–177
- A logic for default reasoning. Artificial Intelligence, Band 13, 1980, S. 81–132.
- Towards a logical reconstruction of relational database theory, in M.L. Brodie, J. Mylopoulos, J. W. Schmidt (Hrsg.), Data modelling in Artificial Intelligence, Database and Programming Languages, Springer 1984, S. 191–233
- A theory of diagnosis from first principles,  Artificial Intelligence, Band 32,  1987, S. 57–95.
- mit J. de Kleer: Foundations of assumption-based truth maintenance systems: Preliminary report. In: Proceedings of the Sixth National Conference on Artificial Intelligence (AAAI'87), 1987, S. 183–188.
- Nonmonotonic reasoning, Annual Review Computer Science, Band 2, 1987, S. 147–186
- mit A. K. Mackworth: A logical framework for depiction and image interpretation, Artificial Intelligence, Band 32, 1989, S. 125–155
- The frame problem in the situation calculus: a simple solution (sometimes) and a completeness result for goal regression. In: Vladimir Lifshitz (Hrsg.), Artificial intelligence and mathematical theory of computation: papers in honour of John McCarthy, Academic Press 1991, S. 359–380
- mit R. Brachman, H. Levesque (Hrsg.), Knowledge Representation, MIT Press 1991
- mit H. Levesque, F. Pirri: Foundations for the situation calculus. Electronic Transactions on Artificial Intelligence, Band 2, 1998, S. 159–178.
- mit F. Pirri: Some contributions to the metatheory of the Situation Calculus. Journal of the ACM, Band 46, 1999, S. 325–361.
- Knowledge in Action: Logical Foundations for Specifying and Implementing Dynamical Systems. The MIT Press 2001